# Žerovjane
Žerovjane (makedonsky: Жеровјане, albánsky: Zherovjan) je vesnice v Severní Makedonii. Nachází se v opštině Bogovinje v Položském regionu.

## Geografie
Vesnice leží v severozápadní části země v oblasti Položská kotlina, 13 km od města Tetovo.

## Demografie
Podle statistiky Vasila Kančova z roku 1900 žilo ve vesnici 60 obyvatel, všichni slovanského původu.
Podle sčítání lidu z roku 2002 žije ve vesnici 914 obyvatel, etnické skupiny jsou:
- Albánci – 907
- Turci – 4
- Makedonci – 3

| Rok          | 1900 | 1948 | 1953 | 1961 | 1971 | 1981 | 1994 | 2002 |
| ------------ | ---- | ---- | ---- | ---- | ---- | ---- | ---- | ---- |
| Obyvatelstvo | 60   | 338  | 398  | 523  | 658  | 862  | 861  | 914  |